# Umjetnička visoka škola u Umeu
Umjetnička visoka škola u Umeu (šved. Konsthögskolan vid Umeå universitet), umjetnička visoka škola Sveučilište u Umeu. Osnovana je 1987. godine u bivšoj tvornici uz rijeku Ume. Svake godine škola prima 12 novih studenata, a na školi trenutačno studira 60 studenata. Dio je Umjetničkog kampusa u Umeu.

## Više informacija
- Kraljevska umjetnička visoka škola
- Sveučilište u Umeu
- Visoka škola dizajna u Umeu
- Tehnička visoka škola u Umeu
- Arhitektonska visoka škola u Umeu
- Trgovačka visoka škola u Umeu